# Adolf Schmetzer
Adolf Schmetzer (* 5. März 1854 in Frankfurt am Main; † 4. April 1943 in Regensburg) war ein deutscher Bauingenieur und kommunaler Baubeamter, der auch als Heimatforscher hervortrat.

## Wirken

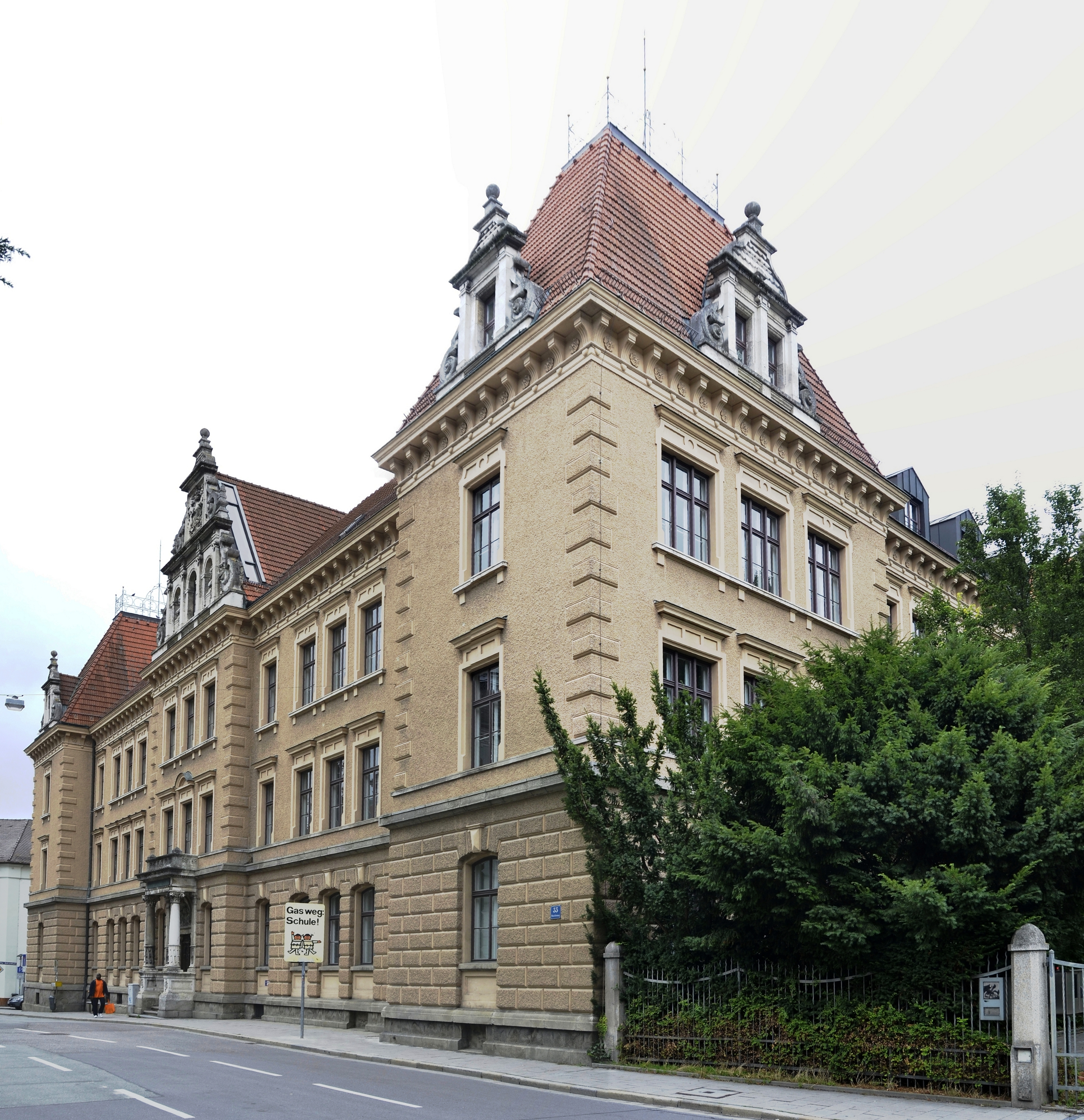
Albrecht-Altdorfer-Gymnasium

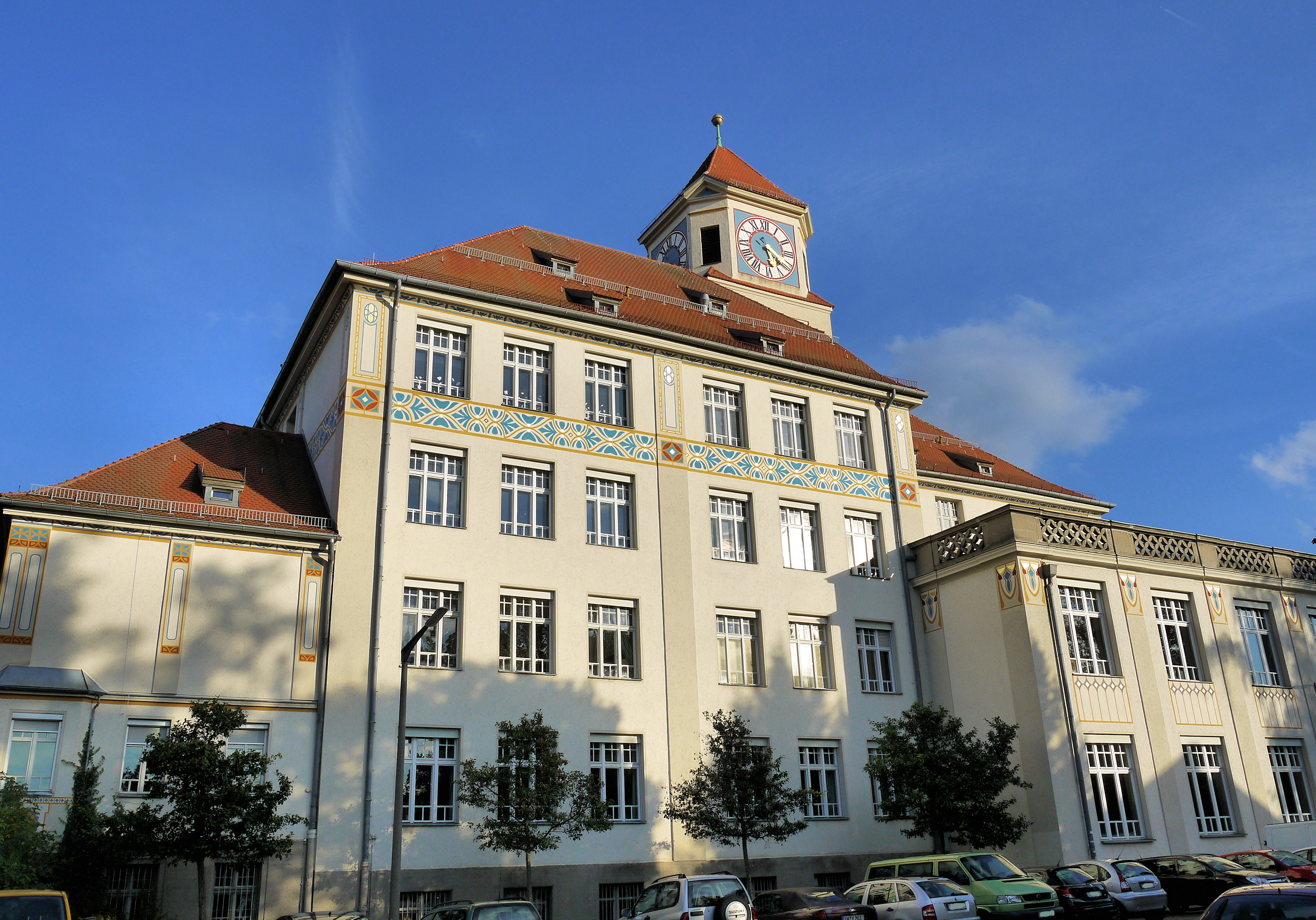
Pestalozzischule

Adolf Schmetzer war ab 1880 mehr als 40 Jahre lang in der Bauverwaltung der Stadt Regensburg tätig. Von 1897 bis 1921 leitete er das Regensburger Stadtbauamt, bis 1903 zunächst unter Bürgermeister Oscar von Stobäus, dann unter den Bürgermeistern Hermann Geib, Alfons Auer und Otto Geßler. Er war beteiligt an den Planungen zum Bau des neuen Evangelischen Zentralfriedhofs, auf dem er auch begraben wurde, und an der Erstellung des Generalbebauungsplans der Stadt. Dafür verfasste er mehrere Aufsätze über die städtische Geschichte, speziell die Bau- und Architekturgeschichte in Regensburg.
Am Beginn des 20. Jahrhunderts zeigte sich, dass der in Regensburg bereits seit Jahren herrschende große Bedarf an preiswerten Familien-Mietwohnungen nicht allein durch Sanierungs- und Neubaumaßnahmen zu decken war. Als zur gleichen Zeit begonnen wurde, mit dem Neubau des Hafens die Industrialisierung der Stadt voranzutreiben, erkannte Schmetzer, dass zur Gewinnung der benötigten Arbeitskräfte zunächst die Hausbaupolitik der Stadt geändert werden musste. Die Stadt hatte bereits 1896 damit begonnen, Grundstücke nicht nur für den unmittelbaren Bedarf aufzukaufen, sondern auch, um auf dem Grundstücksmarkt Mitbestimmungsrechte zu erhalten und um in besonderen Bedarfsfällen selbst als Bauherr aufzutreten, z. B wenn Kleinwohnungen mit niedrigen Mieten benötigt wurden. Für solche Vorhaben war die Stadt zunächst bereit, preiswertes Bauland an gemeinnützige oder genossenschaftliche Wohnungsbauunternehmungen abzugeben oder ihnen ein Erbbaurecht einzuräumen.
Als sich zeigte, dass sich durch diese Maßnahmen die Situation auf dem Wohnungsmarkt nur langsam besserte, verfasste Adolf Schmetzer im Herbst 1910 eine Denkschrift mit dem Titel Die Wohnungsfürsorge für Minderbemittelte in Regensburg, ein sozialpolitisches Programm. In der Denkschrift schlug er vor, dass die Stadt Regensburg selbst als Bauträger für Kleinwohnungen auftreten solle. Benötigt würden Einfamilienhäuser mit vier Räumen in Doppelhaus- oder Reihenhausform, gedacht nur für „kleine Leute“ mit Kindern, nicht für den Mittelstand. Seine Vorschläge wurden 1911 von Bürgermeister Otto Geßler aufgegriffen, der aber auch bedacht war, eine zu starke Abwanderung aus der Altstadt zu vermeiden, um die Vermieter der großen Altstadtwohnungen zu schonen. Geßler betonte, dass man Regensburg nicht wie andere Städte behandeln könne, weil eine gewerbliche Nutzung der großen historischen Bauten in der Altstadt nicht gegeben sei. Er schlug im September 1912 die Gründung einer städtischen Anstalt vor, die den Hausbesitzern Darlehen vermitteln sollte, um durch Umbauten der großen historischen Häuser die Schaffung von geeigneten kleineren Wohnungen zu ermöglichen, die mit Neubauquartieren außerhalb der Altstadt konkurrenzfähig seien.

## Bauten in Regensburg
- 1892–1894: Albrecht-Altdorfer-Gymnasium (winkelförmiger, dreigeschossiger Walmdachbau mit Eckpavillons und Zwerchhausgiebel im Stil der Neurenaissance)
- 1901: Augustenschule im Westenviertel, Augustenstraße 5 (heute Justizgebäude; zweiflügeliger, viergeschossiger, gegliederter Walmdachbau mit turmartigem Aufbau und Zwerchhaus mit Schweifgiebel, seitlich angegliederte, zweigeschossige Turnhalle mit Dachgalerie)
- 1902–1903: Schwibbogenartiger Überbrückungsbau zum Brückentorturm am ehemaligen Amberger Stadel, Brückstraße 2 in der Stadtmitte (um die Durchfahrt für die Straßenbahn Regensburg zu ermöglichen)
- 1903: Städtisches Mädchenlyzeum, St.-Peters-Weg 17 (Jugendstil, später Berufsoberschule Wirtschaft)[2]
- 1909: Entwurf des Städtischen Gaswerks, heute REWAG, im Ostenviertel, Greflingerstraße 22 (Ausführung durch Karl Frank)
- 1910: Bebauungsplan der Ausstellungshallen für die Oberpfälzer Kreisausstellung 1910 im Stadtpark (zusammen mit Max Schultze)
- 1914: Pestalozzischule im Kasernenviertel, Pestalozzistraße 3 (viergeschossige Zweiflügelanlage mit Walmdächern, eingestellter Uhrturm mit Zeltdach)

## Ehrungen
- 1924: Silberne Bürgermedaille der Stadt Regensburg[3]
- Benennung der Adolf-Schmetzer-Straße in Regensburg